# 東京出入國在留管理局橫濱支局
東京出入國在留管理局横濱支局（日语：／）是一位於神奈川縣橫濱市金澤區的法務省地方支分部局，編制上為東京入國管理局的支局。根據《出入國管理與難民認定法》的相關規定，該局主管的行政事務包含外國人入出國境事務、滯留、違反手續與難民相關事務的調查。

## 沿革
- 1951年（昭和26年）4月1日 - 設立橫濱出張所，編制上為出入國管理廳（外務省外局）的地方支分部局。管轄區域為神奈川縣。
- 1951年（昭和26年）11月1日 - 出入国管理廳改組為入国管理廳（外務省外局）。先前由出入國管理廳管轄的11處出張所悉數由入國管理廳繼承，編制為地方支分部局。
- 1952年（昭和27年）8月1日 - 入国管理廳遭裁撤，其業務由法務省接手。設立横濱入國管理事務所，編制上為法務省的地方支分部局（全國12入國管理事務所體制）。管轄區域為神奈川縣以及靜岡縣。
  - 於横濱港、横須賀港、川崎港與清水港等四處港口設立出張所。
- 1970年（昭和45年）12月24日 – 於田子之浦港設立出張所。
- 1981年（昭和56年）4月1日 - 行政機構改革，全國14處入國管理事務所再編為8處地方入國管理局（東京、大阪、名古屋、廣島、福岡、仙台、札幌、高松）與2處支局（東京成田支局、福岡那霸支局）。
  - 原横濱入国管理事務所的轄區神奈川縣轉由東京入国管理局管轄，靜岡縣則轉由名古屋入国管理局管轄。此外，横濱港、横須賀港、川崎港等三處出張所改隸東京入国管理局；清水港與田子之浦等二處出張所則改隸名古屋入國管理局。
  - 於横濱入国管理事務所原址設立東京入国管理局横濱出張所。
- 1982年（昭和57年）4月6日 – 東京入国管理局横浜出張所升格為東京入国管理局横濱支局。管轄區域為神奈川縣。
  - 横濱港、横須賀港與川崎港等三處出張所改編為横濱支局的下轄出張所。
- 1998年（平成10年）1月26日 – 川崎港出張所遷移至川崎市麻生區，同時改稱為川崎出張所。
- 2001年（平成13年）10月1日 – 裁撤横須賀港出張所。
- 2005年（平成17年）2月17日 – 裁撤横濱港出張所。
- 2009年（平成21年）6月1日 - 橫濱支局遷移至目前廳舍。

## 内部組織
- 東京出入國在留管理局橫濱支局長（官職・入國審查官）
  - 次長（入國審查官）
  - 總務課
  - 首席審查官3人（入國審查官）
    - 就業・永住審査擔當（就業・永住審查部門）
    - 留學・研修審査擔當（留學・研修審查部門）
    - 審判擔當（審判部門）

  - 首席入國警備官（入國警備官）
    - （警備部門）

## 下轄出張所
- 川崎出張所

## 外部連結
- 入国管理局ホームページ （页面存档备份，存于）
- 自動化ゲートの運用について（お知らせ） （页面存档备份，存于） 法務省入国管理局